# Eric Vanden Berghe
Eric Vanden Berghe (Brugge, 17 januari 1948 – 7 juni 2006) was een rooms-katholiek priester, professor en president van het Grootseminarie in Brugge. 

## Levensloop
Vanden Berghe was de oudste van 5 kinderen in het landbouwersgezin van Florent Vanden Berghe en Angèle Franco uit Vlissegem. 
Hij studeerde aan het Grootseminarie in Brugge, het Hoger Instituut voor Wijsbegeerte in Leuven en de Gregoriana in Rome. Hij promoveerde op 3 juni 1981 tot doctor in de theologie op een dissertatie over de Rechtvaardigingsleer bij Paul Tillich.
Vanden Berghe werd priester gewijd op 17 juli 1975 door de Brugse bisschop Emiel-Jozef De Smedt. In 1977 werd hij secretaris van het Grootseminarie in Brugge, in 1979 werd hij professor Wijsbegeerte (afdeling filosofie) en in 1985 professor dogmatiek (afdeling theologie). Hij was ook verantwoordelijk voor de bibliotheek. Hij werd in 1990 hoofdredacteur van "Collationes", het Vlaamse driemaandelijkse tijdschrift voor theologie en pastoraal.
In 1992 volgde hij Adelbert Denaux op als president van het Grootseminarie, functie die hij uitoefende tot zijn overlijden. Hij werd opgevolgd door Koen Vanhoutte.
Vanden Berghe werd op 27 september 1996 lid van het kapittel van de Sint-Salvatorskathedraal in Brugge. 
Hij publiceerde artikels en bijdragen in diverse bladen en tijdschriften en was ook voorzitter van de jury die de Tweejaarlijkse Prijs voor het Religieuze Boek toekent. Hij was vele jaren recensent voor 'De Standaard der Letteren', toen daarin nog religie en theologie ter sprake kwamen. Hij genoot ook erkenning voor zijn voordrachten en zijn engagement in de relatie geloof en cultuur.
Hij overleed onverwacht aan een massieve hartaanval, op de stoep van het seminariegebouw 'Ter Duinen'.

## Publicaties
- Wat is denken? Een verkenning bij Plato (onuitgegeven licentiaatsverhandeling filosofie), KUL, Leuven, 1971
- La 'Méthode de Corrélation' de Paul Tillich. Présentation, problèmes et critiques (onuitgegeven licentiaatsverhandeling theologie), Pontificia Universitas Gregoriana, Rome, 1976.
- (samen met E.J. DE SMEDT) Ontmoeten: een brief aan jongeren en hun tochtgenoten over relatievorming, liefde en seksualiteit, Lannoo, Tielt, 1979.
- Croix et raison. Le role de la doctrine de la justification dans la méthode théologique de Paul Tillich (onuitgegeven doctoraalscriptie), Pontificia Universitas Gregoriana, Rome, 1981
- Hevig verdacht van ketterij. 350 jaar na het proces van Galilei, in: Collationes 13 (1983), blz. 308-330
- Het noemen van zijn Naam. Over het vaderschap van God, in: Collationes 15 (1985), blz. 33 - 53
- Het geloofsboek en de geloofsbelijdenis van de Kerk, in: Collationes 17 (1987), blz. 353 - 370
- Reïncarnatie - Hoeft het wel?, in: Collationes 20 (1990), blz. 399 - 416
- Hij is gestorven voor ons. Over de heilsbetekenis van Jezus' dood, in: Collationes 24 (1994), blz. 5 - 24
- God - geen persoon ? Een probleemstelling, in: Collationes 26 (1996), blz. 115 - 130
- De kracht van God, Lannoo, Tielt, 1997
- De gist en het deeg. Over kritiek op de kerk, Davidsfonds, Leuven, 1997
- (onder redactie van Adelbert DENAUX en Eric VANDEN BERGHE), De Duinenabdij en het Grootseminarie te Brugge. Bewoners, gebouwen, kunstpatrimonium, Tielt, 1984
- Van U is het Woord. Overwegingen bij de Schrift, Lannoo, Tielt, 1999
- (samen met G. VAN BELLE en J. JANS) Uitdagingen voor de theologie van de 21ste eeuw, in: Collationes 32 (2003), blz. 429 - 442
- Wat is bidden? En wat haalt het uit?, in Collationes 36 (2006), blz. 23 - 262 (postuum)